# Project Itoh
Œuvres principales
Genocidal Organ (2007)
Harmonie (2008)
The Empire of Corpses (2012)
Project Itoh (伊藤 計劃, Itō Keikaku), de son vrai nom Satoshi Itō (伊藤 聡, Itō Satoshi), né le 14 octobre 1974 et mort le 20 mars 2009, est un écrivain et essayiste de  science fiction japonaise.

## Histoire
Itō est né à Tokyo et est diplômé du Département des arts et des sciences de l'imagerie de l'Université d'art de Musashino. Tout en travaillant dans la conception de sites Web, il a écrit Genocidal Organ et l'a soumis au concours Komatsu Sakyō Award en 2006. Bien qu'il n'ait pas reçu le prix, il a été publié par Hayakawa Publishing en 2007 et a été nommé pour le grand prix Nihon SF.
À partir de 2001, il a dû être fréquemment hospitalisé à cause d'un cancer. Il est décédé le 20 mars 2009 à l'âge de 34 ans. Le jeu vidéo Metal Gear Solid : Peace Walker et les postfaces du dernier tome du manga Aki Sora lui sont dédiés. Il avait écrit un roman lié basé sur le jeu vidéo Metal Gear Solid 4 : Guns of the Patriots .
Un sondage réalisé par le guide annuel de science-fiction SF ga Yomitai a classé Genocidal Organ comme le roman de science-fiction national numéro un de la décennie.  Le sondage SF Magazine All-Time Best de Hayakawa en 2014 a classé Harmonie en tête des romans SF japonais. 
Self-Reference ENGINE de Toh Enjoe a également été finaliste du prix Komatsu Sakyō et publié par Hayakawa Shobō en 2007, avec Genocidal Organ d'Itoh. Depuis lors, ils sont souvent apparus ensemble lors de conventions et d'interviews de science-fiction, et ont collaboré à quelques œuvres, jusqu'à la mort d'Itoh. Lors de la conférence de presse après l'annonce du prix Akutagawa d'Enjoe en janvier 2012, Enjoe a révélé le plan pour terminer le roman inachevé d'Itoh The Empire of Corpses.  Il a été publié en août 2012 et a reçu le prix spécial du prix Nihon SF Taisho.
Noitamina, un bloc de programmation de Fuji Television consacré à l'anime, a annoncé qu'il adapterait trois des romans d'Itoh en longs métrages d'animation. Les trois films seraient gérés par différents studios et réalisateurs. Genocidal Organ réalisé par Shukō Murase pour le studio d'animation Manglobe et Harmony co-réalisé par Takashi Nakamura et Michael Arias pour le studio Studio 4°C et The Empire of Corpses réalisé par Ryotaro Makihara pour le studio Wit Studio. Les trois films présentent également des chansons thématiques d'Egoist, des créations de l'illustrateur redjuice et devaient sortir en 2015. Genocidal Organ a été reporté après la fermeture du studio Manglobe. En 2017, le film est sorti après avoir été repris et terminé par le studio d'animation Geno Studio.

### Hideo Kojima
Itō s'est lié d'amitié avec le concepteur de jeux Hideo Kojima au Tokyo Game Show en 1998 peu après la sortie du premier Metal Gear Solid. Kojima a cité Itō comme étant l'une des seules personnes à comprendre les thèmes et la morale de ses jeux vidéo, ce dernier a ensuite commencé à écrire une fan fiction basée sur la série Metal Gear de Kojima. Après le diagnostic de cancer d'Itō, Kojima est allé à l'encontre des règles de Konami et a montré à Itō des images de Metal Gear Solid 2: Sons of Liberty. Peu de temps après le rétablissement d'Itō, et avec la sortie de Metal Gear Solid 4 : Guns of the Patriots, Kojima et Itō ont collaboré sur la novélisation du jeu. Itō a de nouveau été hospitalisé en février 2009 alors que Kojima a publié de nouvelles informations concernant le prochain opus de la série, Metal Gear Solid: Peace Walker. Itō, cependant, est mort avant la sortie de Peace Walker . Le générique de fin de Peace Walker présente une dédicace à Itō.

## Récompense
Récompenses japonaises
- 2007 : Nomination au Grand prix Nihon SF pour Genocidal Organ
- 2007 : Prix Hayakawa Japanese Short Story pour "The Indifference Engine"
- 2009 : Nihon SF Taisho pour Harmonie
- 2009 : Prix Seiun pour Harmonie
- 2012 : Nihon SF Taisho Award "Special Award" pour The Empire of Corpses (avec Toh Enjoe )
- 2013 : Prix Seiun pour The Empire of Corpses (avec Toh Enjoe)

Récompenses américaines
- 2010 : Prix Philip-K.-Dick « Citation spéciale » pour Harmonie

## Liste des œuvres

### Romans
- Genocidal Organ (虐殺器官, Gyakusatsu kikan?) (2007)
- Metal Gear Solid: Guns of the Patriots (メタルギア ソリッド ガンズ オブ ザ パトリオット, Metaru gia soriddo ganzu obu za patoriotto?) (2008)
- Harmonie (ハーモニー, Hāmonī?) (2010)
- The Empire of Corpses (屍者の帝国, Shisha no teikoku?) (2012) — Coécrit avec Toh Enjoe.  Publié à titre posthume.

### Recueils de nouvelles et d'essais
- Project Itoh Archives (伊藤計劃記録, Itō Keikaku Kiroku?) (2010) — Collection d'histoires courtes ainsi que des essais venant de son site Web, publié à titre posthume
- Project Itoh Archives: Second Phase (伊藤計劃記録：第弐位相, Itō Keikaku Kiroku: Daini Isō?) (2011) — Collection d'histoires courtes, des essais et des textes venant de son blog, publié à titre posthume
- The Indifference Engine (2012) — Une collection de livres de poche format bunkobon de œuvres de fiction courtes